# Ісоное
Ісоное (грец. Ισονοη) — супутник Юпітера, відомий також під назвою Юпітер XXVI.

## Відкриття
Був відкритий 23 листопада 2000 року групою астрономів з Гавайського університету під керівництвом Скотта Шеппарда. Отримав тимчасове значення S/2000 J 6  . У жовтні 2002 Міжнародний астрономічний союз присвоїв супутнику офіційну назву Ісоное на честь персонажа з грецької міфології Даная .

## Орбіта
Супутник проходить повний оберт навколо Юпітера на відстані приблизно 23 155 000 км за 725 діб та 30 годин. Орбіта має ексцентриситет 0,246. Нахил ретроградної орбіти до локальної площини Лапласа 165,2°. Знаходиться у групі Карме.

## Фізичні характеристики
Діаметр Ісоное приблизно 4 кілометри. Оціночна густина 2,6 г/см³. Супутник складається переважно з силікатних порід. Дуже темна поверхня має альбедо 0,04. Зоряна величина дорівнює 22,5m.